# New Jerseys senat
New Jerseys senat (engelska: New Jersey Senate) är överhuset i den amerikanska delstaten New Jerseys legislatur (engelska: New Jersey Legislature). Sedan 1844 års konstitution trädde i kraft i delstaten, har överhuset hetat senat. Enligt den tidigare konstitutionen som var i kraft mellan 1776 och 1844 hette överhuset New Jerseys lagstiftande råd (engelska: New Jersey Legislative Council). Enligt 1844 års konstitution hade varje county en senator. Detta ändrades först 1965 när New Jersey anpassade sig efter ett domslut av USA:s högsta domstol, Reynolds mot Sims, som innebar att folkmängden av en valkrets skulle återspeglas i delstatssenatens sammansättning.
Sedan 11 januari 2022 är demokraten Nicholas Scutari talman i New Jerseys senat.
Det finns 40 ledamöter i New Jerseys senat och en senator måste ha varit bosatt i delstaten i fyra år innan inval i senaten. För att kunna sitta i delstatens senat i New Jersey måste man ha fyllt 30 år.